# Heilige Jungfrau der Hilflosen

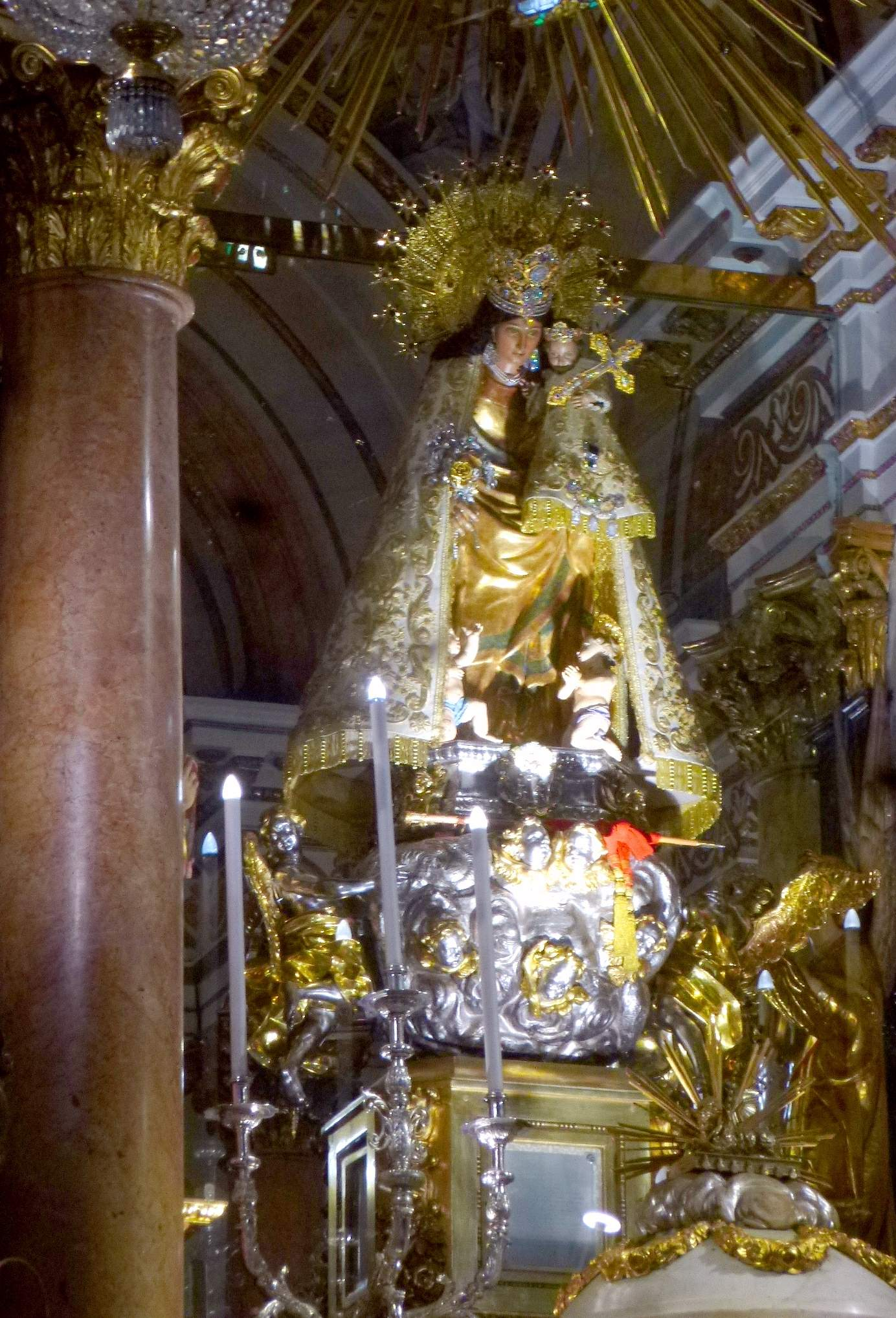
Gnadenbild in der Basilika der Heilige Jungfrau der Hilflosen in Valencia

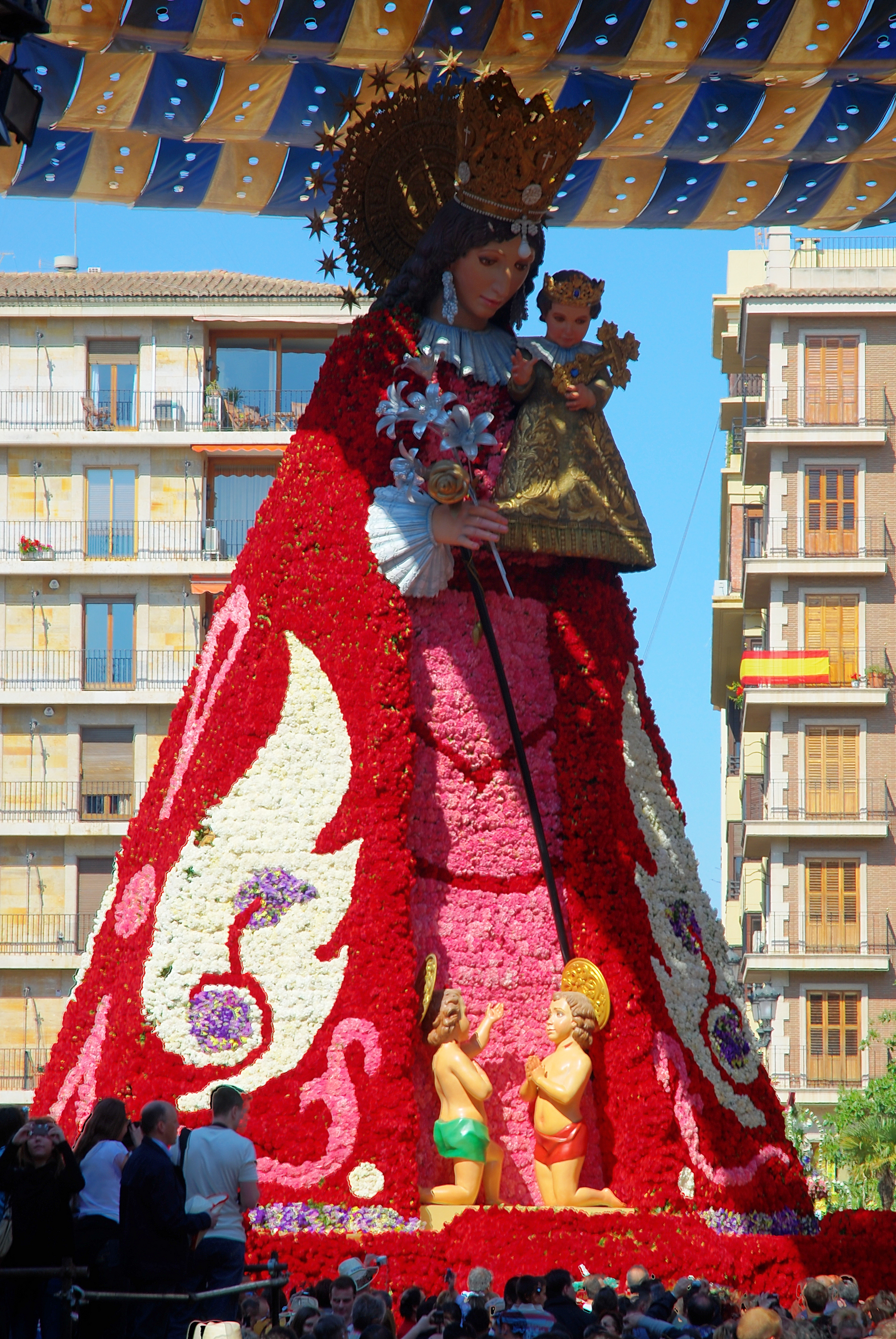
Darstellung der Heiligen Jungfrau der Hilflosen während der Fallas-Feierlichkeiten

Die Heilige Jungfrau der Hilflosen (auch Heilige Jungfrau der Schutzlosen, valencianisch  Mare de Déu dels Desemparats, spanisch Virgen de los Desamparados oder Nuestra Señora de los Desamparados) ist eine Anrufung Mariens.
Die Darstellung ist durch den nach vorne geneigten Kopf, einen Blumenstrauß aus Rosen sowie Lilien in der rechten Hand und das Jesuskind im linken Arm charakterisiert. Das Jesuskind trägt in der rechten Hand eine Taube sowie in der linken ein Kreuz. Der Marientitel geht auf ein im 15. Jahrhundert geschaffenes Gnadenbild der Mutter Jesu zurück, das in der Basilika der Heiligen Jungfrau der Hilflosen im historischen Zentrums Valencias aufbewahrt wird.

## Geschichte
Der Priester Joan Gilabert Jofré setzte sich in Valencia für psychisch kranke Menschen ein, die von weiten Teilen der Gesellschaft ausgeschlossen oder verfolgt wurden. In einer Predigt in der Kathedrale von Valencia machte er 1409 auf die schwierige Situation der Kranken aufmerksam. Infolgedessen gründete sich eine Bruderschaft, innerhalb derer der Wunsch nach einem Bildnis laut wurde, das die eigene Gemeinschaft repräsentiert. Einer Überlieferung zufolge baten drei junge Männer um eine Unterkunft und boten im Gegenzug an, die gewünschte Statue innerhalb von drei Tagen anzufertigen. Die Männer verschlossen sich in einem Raum und als sie nach drei Tagen nicht herauskamen, wurde die Tür aufgebrochen. Von den Männern fehlte jede Spur, allerdings befand sich in der Mitte des Raumes eine majestätische Statue der Mutter Jesu, das Gnadenbild der Heiligen Jungfrau der Hilflosen. Nachfolgend sollen weitere Wunder im Namen der Heiligen Jungfrau der Hilflosen geschehen sein.
1885 wurde die Heilige Jungfrau der Hilflosen zur Schutzpatronin Valencias erklärt und im Jahr 1923 im Beisein des Königs von Spanien und mehrerer geistlicher Würdenträger kirchlich gekrönt.

## Verehrung
Die wichtigsten Feierlichkeiten zu Ehren der Heiligen Jungfrau der Hilflosen finden in Valencia jährlich am zweiten Sonntag im Mai statt. Während des valencianischen Frühlingsfestes Fallas ist sie eine der Hauptfiguren des Blumenopfers.